# 11 Pułk Pograniczny NKWD
11 Pułk Pograniczny NKWD – jeden z pułków pogranicznych w składzie 64 Zbiorczej Dywizji Wojsk Wewnętrznych Ludowego Komisariatu Spraw Wewnętrznych ZSRR.
Jego zadaniem była walka z oddziałami Armii Krajowej i innych polskich organizacji niepodległościowych.
Skład pułku dnia 20 października 1944 wyglądał następująco:
- sztab pułku – Jarosław
- 1 batalion strzelecki – Przemyśl
- 2 batalion strzelecki – Jarosław
- 3 batalion strzelecki – Jarosław